# Angie Dickinson
Angie Dickinson, född Angeline Brown den 30 september 1931 i Kulm i LaMoure County, North Dakota, är en amerikansk skådespelare.
Hon vann en skönhetstävling och fick en liten roll som balettflicka i musikalen Lucky Me (1954). Hennes stora genombrott kom 1959 i klassikern Rio Bravo. Hon har mest haft biroller - huvudrollerna har mer varit på TV, bland annat som den vackra och tuffa polisen i Police Woman.
Dickinson var gift 1965–1980 med kompositören Burt Bacharach.

## Filmografi i urval
- 1954 – Lucky Me
- 1959 – Rio Bravo
- 1960 – Storslam i Las Vegas (Ocean's 11)
- 1964 – Bödlarna
- 1966 – Den djävulska jakten
- 1966 – Skuggan av en jätte
- 1967 – Point Blank
- 1971 – Ta mej igen... "Taiger"
- 1975–1979 – Police Woman (TV-serie)
- 1980 – I nattens mörker
- 1985 – Hollywoodfruar (TV-serie)
- 1992 – Passagerare saknad
- 1993 – Even Cowgirls Get the Blues
- 1995 – Sabrina
- 2000 – Duets
- 2000 – Skicka vidare
- 2004 – Elvis Has Left the Building